# Marcílio de Lacerda
Marcílio Teixeira de Lacerda, mais conhecido como Marcílio de Lacerda, foi um advogado e político brasileiro. 
Natural de Alegre (Espírito Santo), Marcílio Lacerda estudou ciências jurídicas na Faculdade Livre de Direito, atual curso jurídico da UFRJ.
Foi Professor  da  Faculdade  Livre  de  Direito  do  Rio  de  Janeiro,  da  Faculdade  Nacional  de  Direito  da Universidade do Brasil e da Faculdade de Direito do Rio de Janeiro (atual UERJ).
Foi senador pelo Espírito Santo de 1918 a 1923, além de deputado estadual capixaba de 1910 a 1914.

## Trabalhos publicados[1]
- A Propriedade Privada e as Limitações Administrativas. Rio de Janeiro, I Amorim. 1941.
- Na Tribuna e nas Comissões do Senado Federal, 1918-1923. Rio de Janeiro, 'Jornal do Commércio'. 1924. 258 P.
- Tese sobre a conveniência do Divórcio. 1907.
- Teses Apresentadas Para O Concurso Ao Lugar De Professor.
- Substituto da Quinta Seção; Economia Política e Ciência das Finanças e Direito Administrativo, da Faculdade Livre de Ciências Jurídicas e Sociais do Rio de Janeiro. Rio de Janeiro, 'Jornal do Commércio', 1918 47 P.
- Comentários à Constituição Espírito-Santense.